# Пуебло (Нью-Мексико)
Пуебло (англ. Pueblo) — переписна місцевість (CDP) в США, в окрузі Сан-Мігель штату Нью-Мексико. Населення — 88 осіб (2020).

## Географія
Пуебло розташоване за координатами 35°19′38″ пн. ш. 105°26′7″ зх. д. / 35.32722° пн. ш. 105.43528° зх. д. (35.327275, -105.435310).  За даними Бюро перепису населення США в 2010 році переписна місцевість мала площу 4,73 км², уся площа — суходіл.

## Демографія
Згідно з переписом 2010 року, у переписній місцевості мешкало 125 осіб у 46 домогосподарствах у складі 34 родин. Густота населення становила 26 осіб/км².  Було 55 помешкань (12/км²).
Расовий склад населення:
| - 57,6 % — білих - 6,4 % — корінних американців - 32,0 % — осіб інших рас |

До двох чи більше рас належало 4,0 %. Частка іспаномовних становила 87,2 % від усіх жителів.
За віковим діапазоном населення розподілялося таким чином: 21,6 % — особи молодші 18 років, 60,0 % — особи у віці 18—64 років, 18,4 % — особи у віці 65 років та старші. Медіана віку мешканця становила 45,4 року. На 100 осіб жіночої статі у переписній місцевості припадало 131,5 чоловіків;  на 100 жінок у віці від 18 років та старших — 127,9 чоловіків також старших 18 років.